# Наттолл, Том
То́мас А́лберт На́ттолл (англ. Thomas Albert Nuttall; январь 1889 — октябрь 1963), также известный как Том На́ттолл (англ. Tom Nuttall) или То́мми На́ттолл — английский футболист, нападающий.

## Биография
Уроженец Болтона, Наттолл начал футбольную карьеру в клубе «Хейвуд Юнайтед». Его отец работал в тренерском штабе «Манчестер Юнайтед», и в мае 1910 года Том стал игроком манчестерского клуба. Сначала Наттолл выступал за резервную команду клуба, но после того, как он забил 10 мячей в 3 матчах за резервистов, его пригласили в основной состав. Дебютировал в основном составе «Юнайтед» 23 марта 1912 года в матче против «Ливерпуля» на стадионе «Олд Траффорд». Первый гол в той игре на 80-й минуте забил нападающий «Ливерпуля» Джек Паркинсон, но уже спустя две минуты Том Наттолл сравнял счёт; матч завершился вничью со счётом 1:1. 13 апреля 1912 года Наттолл забил свой второй гол в сезоне в гостевом матче против «Шеффилд Юнайтед» на «Брэмолл Лейн», но это был лишь «гол престижа»: на гол Наттолла хозяева ответили шестью мячами в ворота Хью Эдмондса. Всего в сезоне 1911/12 Том провёл за команду 6 матчей и забил 2 мяча. В следующим сезоне сыграл в 10 матчах и забил 2 мяча: оба — на «Эйрсом Парк» в игре против «Мидлсбро» 26 октября 1912 года. В общей сложности провёл за «Юнайтед» 16 матчей и забил 4 мяча.
В мае 1913 года перешёл в ливерпульский «Эвертон» за 250 фунтов. Провёл в команде два сезона, сыграв в 19 матчах и забив 7 мячей.
После войны выступал за шотландский «Сент-Миррен» (11 матчей в сезоне 1919/20), затем вернулся в Англию, где завершил карьеру в «Саутенд Юнайтед» (63 матча и 12 голов чемпионате и кубковых играх с 1920 по 1922 год).